# Electric Eye
Electric Eye er en opsamlingsdvd af det britiske heavy metal-band Judas Priest, udgivet i 2003. Dvd'en indeholder promovideoer, BBC-optrædener og en koncert optaget i Dallas, Texas under Fuel For Life-turnéen i 1986:
Promovideoer:
1. "Living After Midnight" (1980)
2. "Breaking the Law" (1980)
3. "Don't Go" (1981)
4. "Heading Out to the Highway" (1981)
5. "Hot Rockin'" (1981)
6. "You've Got Another Thing Comin'" (1982)
7. "Freewheel Burning" (1984)
8. "Love Bites" (1984)
9. "Locked In" (1986)
10. "Turbo Lover" (1986)
11. "Johnny B Goode" (1988)
12. "Painkiller" (1990)
13. "A Touch of Evil" (1990)

Live – Dallas, Texas 1986
1. "Out in the Cold"
2. "Locked In"
3. "Heading Out to the Highway"
4. "Breaking the Law"
5. "Love Bites"
6. "Some Heads Are Gonna Roll"
7. "The Sentinel"
8. "Private Property"
9. "Desert Plains"
10. "Rock You All Around the World"
11. "The Hellion/Electric Eye"
12. "Turbo Lover"
13. "Freewheel Burning"
14. "The Green Manalishi (With the Two-Pronged Crown)"
15. "Parental Guidance"
16. "Living After Midnight"
17. "You've Got Another Thing Comin'"
18. "Hell Bent for Leather"
19. "Metal Gods"

BBC-optrædener:
1. "Rocka Rolla" – Old Grey Whistle Test 25/4/75
2. "Dreamer Deceiver" – Old Grey Whistle Test 25/4/75
3. "Take on the World" – Top of The Pops 25/01/79
4. "Evening Star" – Top of The Pops 17/5/79
5. "Living After Midnight" – Top of The Pops 27/3/80
6. "United" – Top of The Pops 28/8/80

## Musikere
- Rob Halford – Vokal, mundharmonika
- K.K. Downing – Guitar, baggrundsvokal
- Glenn Tipton – Guitar, baggrundsvokal
- Ian Hill – Bas

- John Hinch – Trommer (dele af dvd'en)
- Les Binks – Trommer (dele af dvd'en)
- Dave Holland – Trommer (dele af dvd'en)
- Scott Travis – Trommer (dele af dvd'en)